# Oeil
Oeil（ウイユ）は日本のインディー・ロック・バンド。インディー・ロック、オルタナティブ・ロック、シューゲイザーを基調としたサウンドで知られ、とくに海外では高い評価を得ている。代表曲に「Strawberry Cream」「Myrtle」などがある。

## 来歴
2006年にHibinoがラリ・プナ(Lali Puna）やエム・エイティースリー（M83）、ロングウェイヴ（Longwave）、マイ・ブラッディ・ヴァレンタイン（My Bloody Valentine）などのアーティストから触発されOeilを結成。同年にはフリーティング・ジョイズ（Fleeting Joys）が デビューアルバム『Despondent Transponder』をリリースしている。初期の活動ではバンド編成であったが、固定メンバーはおらず流動的であった。現在は2人のユニットとなっている。

## メンバー
- Takafumi Hibino - 作詞・作曲・編曲・プロデュース・ギター
- Mitsuko Hoshino - ボーカル

## 概要
結成間もなく、大音量のシューゲイザー・サウンドとミステリアスな佇まいでライブハウスシーンで話題となり、lloy主催のIMMIGRANT HAUS#4へ出演。lloy、AUTO-MODをはじめ、Depeche Mode、Recoil、Nine Inch Nails等を手がけたPaul Kendallプロデュースにより『Break Me』でデビューしたエレクトロクラッシュ/ディスコパンクバンドDEAD SEXY INC.と共演している。
翌2007年にはドイツのエレクトロ・シューゲイズ・ユニットGuitarのジャパンツアーに参加。

その後も、2021年以降A Place to Bury StrangersのメンバーでもあるCeremony East Coast、元のThe Lassie FoundationのJason 71が結成したEskimohunter、Screen Vinyl Image、シューゲイズ・エレクトロニカの代表格Ulrich Schnaussなどの海外アーティストと共演。2011年には渋谷道玄坂のライヴ＆サウンドスペース「SOUND MUSEUM VISION」にて、日本のダンスシーンを牽引する石野卓球 と sugiurumnによる5時間強に及ぶB2B（バック・トゥ・バック）セットをメインとした大規模イベント、『STRAIGHT TO HELL　石野卓球＆sugiurumn B2B ALLNIGHT LONG』に出演し、元スーパーカー（supercar）、コウダイ（田沢公大）とミユキ.によるエレクトロ・デュオバンドaM™[aem]、同じく元スーパーカーの中村弘二（DJセット）と共演する。
2013年には上海で開催された東アジア初のシューゲイズ大規模ライブイベント、The First East Asia Shoegaze Festivalに出演し、Sound and Fury、河豚子、Vidulgi OoyoO、Skip Skip Ben Ben（現 林以樂）など東アジア各国のアーティストと共演。イベントのヘッドライナーを務める。
2014年にはEP『Myrtle』をリリースし、シアトルのVibragun、ロシアのAerofallと共に東名阪のツアーを行う。また、The Bilinda Butchersや、マスタリングをマーク・ガードナー(RIDE)が手掛け、ラッシュ (Lush)のミキ・ベレーニ（Miki Berenyi）や元スマッシング・パンプキンズ（The Smashing Pumpkins）のジェフ・シュローダー（Jeff Schroeder）が作品に参加した事でも話題となったBlushingなど数多くの海外アーティストと共演している。

## 評価
2007年にリリースされた『Urban Twilight EP』は、海外のシューゲイザー・ファンの間で爆発的な話題となり、カルト的な人気を博した。音楽、映画、カルチャーを扱うイギリスのメディア『Far Out Magazine』の「The 50 Best Shoegaze Albums of All Time」にて、『Urban Twilight』は第43位にランクインし、日本のバンドとして唯一選出された。 しかし、2010年に日本国内で出版された『シューゲイザー・ディスク・ガイド』には掲載されていない。
1988年から活動を続けるキャリアのあるバンド、ディアダークヘッド（Deardarkhead）は、CAPTURED TRACKSの『シューゲイザー・アーカイヴ・シリーズ (The Shoegaze Archives) 』として『Oceanside: 1991-1993（2012）』をリリースしたことで知られている。彼らはインタビューで、現在注目しているバンドとしてWild Nothing、Blouse、DIIV、The Pains of Being Pure at Heart、Melody's Echo Chamberなどと共にOeilを挙げており、この選出はOeilが海外のミュージシャンからも高く評価されていることを示している。
2013年にリリースされたシングル「After the Rain」、2014年のEP「Myrtle」ではよりインディー・ロックの傾向が強くなり、シューゲイザーという一ジャンルの枠を超えて高く評価された。「After the Rain」はCASTLEBEATやEyedress、CD Ghost、Midi Memory、Cathedral Bellsなどのビデオを制作しているクリエイターCamcorder Cologneによるビデオが公開されている。
インディーロック、シューゲイザー、ドリームポップなどのジャンルに焦点を当てたイギリスの『Sounds Better With Reverb』やアンダーグランド・ミュージックを紹介する『Overblown』など海外で多くのミュージック・ブログで紹介されている。2018年よりシングルのリリースを開始、2024年には事実上のファーストアルバムとなるアルバム『Dream Within a Dream』がリリースされる。
同年に、シングル「Quiet Lights」「Quiet Lights (2:00 AM Version)」「Chains」がリリースされているが、『Dream Within a Dream』には収録されていない。
これらのリリースは『Destroy//Exist』や『Darkenin Heart』などの海外メディアでレビューが掲載された。

## ディスコグラフィ

### アルバム
| 発売日        | タイトル             | 規格品番 | 収録曲 | 備考                                            |
| ------------- | -------------------- | -------- | --- | ----------------------------------------------- |
| 2024年5月     | Dream Within a Dream | HAMR1029 | 全10曲 1. Born Again 2. Iridescence 3. Memories of the past 4. Owl Moon 5. Perfect 6. After the Rain 7. Myrtle 8. Blurred lights 9. Shoreline 10. Strawberry Cream | CD                                              |
| 2025年4月     | Dream Within a Dream | SRR-002  | 全10曲 | LP カラー：Fever Dream、Blurred Light、Wax Mage |
| 2025年5月     | Dream Within a Dream | LOVING04 | 全10曲 | Cassette                                        |
| 2025年6月27日 | Dream Within a Dream | HAMR1031 | 全10曲 1. Born Again 2. Iridescence 3. Memories of the past 4. Owl Moon 5. Perfect 6. After the Rain 7. Myrtle 8. Blurred lights 9. Shoreline 10. Strawberry Cream | 帯付き限定盤CD                                  |

### EP
| 発売日 | タイトル       | 規格品番 | 収録曲                                                                                      | 備考 |
| ------ | -------------- | -------- | ------------------------------------------------------------------------------------------- | ---- |
| 2007年 | Urban Twilight | SCO-8008 | 全5曲 1. Strawberry Cream 2. White 3. Urban Twilight 4. Dracaena Sanderiana 5. Monstersfilm |      |
| 2013年 | Myrtle         | SCO-8009 | 全5曲 1. Blurred Lights 2. Myrtle 3. Shoreline 4. Memories of the Past 5. Owl Moon (Shadow) |      |

### シングル
| 発売日         | タイトル                       | 規格品番  | 収録曲                                                  | 備考 |
| -------------- | ------------------------------ | --------- | ------------------------------------------------------- | ---- |
| 2013年9月30日  | After the Rain                 | SCO-8010  | 全1曲                                                   |      |
| 2020年12月4日  | Perfect                        | HAMR-1600 | 全1曲                                                   |      |
| 2024年6月12日  | Quiet Lights                   | HAMR-1609 | 全1曲                                                   |      |
| 2024年11月1日  | Quiet Lights (2:00 AM Version) | HAMR-1610 | 全2曲 1. Quiet Lights (2:00 AM Version) 2. Quiet Lights |      |
| 2024年11月26日 | Chains                         | HAMR-1611 | 全1曲                                                   |      |